# アキラ・ミオ大漂流
『アキラ・ミオ大漂流』（アキラ・ミオだいひょうりゅう）は、作画グループによる漫画。グループ会員による合作作品で、1972年（昭和47年）に講談社の「週刊少年マガジン」28号から31号にかけて連載された。

## 概要
1966年（昭和41年）に制作された合作漫画『1000万人の2人』（会誌『別冊8』掲載）を読んだ『少年マガジン』の編集者から合作掲載の話が持ち込まれたが、グループ代表のばばよしあきは「まだ力量不足」として辞退していた。それから数年を経て再び合作制作の気運が高まったことから執筆されたのが本作である。当時、グループ内でプロの漫画家として活動していたのはみなもと太郎のみであった。「合作」というシステムを読者に理解してもらうという考えから次回作の話も進められていたが「作品へのファンレターの8割以上が女性から」という状況に当時の編集部が対応しきれず、マガジンでの次回作掲載は頓挫。次回作としてばばは聖悠紀の『超人ロック』を考えていたが、次の商業誌への合作掲載は1977年（昭和52年）の『ダリウスの風』となった。
物語のあらすじは後述のとおりだが、「ふたりの所在を確認した救出部隊が急ぎ救助に向かうなか、敵に追い詰められたふたりに危機が迫る」という描写で幕となる。
この、結末不明の終わり方と連載が短期間なことから読者間では「不人気による打ち切り」説がささやかれたが、ばばによると結末を見せないのは「予定どおりの終了」とのことである。

## あらすじ
民間宇宙船のバルカンは宇宙震によって遭難。船長のアキラは混乱の中でミオと再会する。軍の長官の娘であるミオはアキラの親友であったハヤトとの婚約前の一人旅でこの事故に遭遇したのだった。バルカンは200名以上の死者を出しながらも地球型の惑星に漂着するが、アキラが小型機での調査中に原住民のバンドゥール族による襲撃を受け、ミオも拐われてしまう。救出に向かったアキラはバンドゥール族のバトラスに認められて共に部落に向かうが、部落はドーブ人に襲われておりミオも連れ去られていた。
バンドゥール族とともにドーブ人の村へ向かった一行だったが、途中で捕らえられて闘技場へ引き出されて猛獣と戦うことに。危機を脱したアキラとバトラス・アンガスらバンドゥールの戦士たちとドーブ人の村を襲撃し、ミオを救出するが反撃を受けて囲まれてしまう。圧倒的な数のドーブ人に追い詰められていくアキラ達。一方、バルカン失踪の原因が宇宙震と判明したことでハヤト率いる救出部隊が編成され、艦隊がこの惑星に向かっていた。

## スタッフ
- 原作・監督 - ばばよしあき
- 演出・衣装 - 聖悠紀
- 脚本・監修 - みなもと太郎

### キャスト
- アキラ - まぜき伸吾[注 3]
- ミオ - 聖悠紀
- ハヤト - みなもと太郎
- アンガス - 聖悠紀
- バトラス - 小西誠
- 長官 - 影塚よしお
- 研究所員 - 下坂利隆
- ラナ - さとうひとみ
- 族長 - 影塚よしお
- 部下 - 中田雅喜
- ドーブ人 -聖悠紀・とこのまじんご・影塚よしお

### 効果
- 笹山峰
- 沢田幸男
- 千亜樹潤
- 小倉佳子
- 田中フキコ
- 川畑満里子
- 守山よしのぶ
- 緑川ほうれんそう
- 神坂智子
- 西尾美子
- 下坂保
- 岡田千鶴子
- 榊原元康
- 後藤静香
- 深沢みどり
- うわだよしのり
- 陰山恭子

### 特殊効果
- 影塚よしお
- 住本吉隆
- 下坂利隆

## 単行本
本作は1978年（昭和53年）に聖悠紀の『超人ロック 新世界戦隊』に収録されたのち、1988年（昭和63年）にSG企画から作画グループの「合作大全集」として刊行された。こちらには1982年に「ウィングス」6～7号に連載された合作『フリージング・ポイント』も収録されている。2016年（平成28年）1月にはゴマブックス経由で電子書籍として配信された。
- 『超人ロック 新世界戦隊』1978年12月10日、新書館ペーパームーン・コミックス
- 『アキラ・ミオ大漂流』1988年3月30日、SAKUGA GROUPシリーズ 合作大全集1